# Hydrovatus youngi
Hydrovatus youngi är en skalbaggsart som beskrevs av Olof Biström 1997. Hydrovatus youngi ingår i släktet Hydrovatus och familjen dykare. Inga underarter finns listade i Catalogue of Life.